# Rally Vendrell-Andorra de 1972
El Rally Vendrell-Andorra de 1972 fue la 3.º edición y la vigésima ronda de la temporada 1972 del Campeonato de España de Rally. Era también puntuable para el campeonato de Cataluña. Se celebró del 2 al 3 de diciembre y contó con un itinerario de doce tramos que sumaban un total de 180,4 km cronometrados sobre un recorrido de 615 km totales. La salida se efectuó en la localidad de Vendrell y la meta se encontraba en Andorra. Se inscribieron en la prueba cincuenta y ocho equipos de los que treinta y siete tomaron la salida y finalizaron veintidós.
Por primera vez la prueba era puntuable para el campeonato de España con un recorrido de 615 km repartidos en dos etapas y al ser la penúltima cita del calendario dos pilotos llegaron con opciones de proclarmarse campeón de España matemáticamente: Salvador Cañellas y Manuel Juncosa. Al primero le bastaba con ganar o terminar en la segunda posición mientras que el segundo debía ganar y que su rival quedase muy atrás.
Jorge Bläber fue el vencedor con un SEAT 124 beneficiándose del abandono temprano de Salvador Cañellas por salida de pista que tendría que esperar a la siguiente prueba para proclamarse campeón de España. En segunda posición finalizó Antoni Puigdellivol con un Alpine-Renault 1600 y tercero Manuel Juncosa con un SEAT 850 Spider 1600 cuya posición le servía para mantener vivas sus opciones de cara al título.

## Clasificación final
| Pos. | Piloto              | Copiloto           | Automóvil                | Puntos |
| ---- | ------------------- | ------------------ | ------------------------ | ------ |
| 1.   | Jorge Bäbler        | José Adell         | SEAT 124-1600            | 7.991  |
| 2.   | Antoni Piugdellivol | Carles Santacreu   | Alpine-Renault A110 1600 | 8.199  |
| 3.   | Manuel Juncosa      | Víctor Sabater     | SEAT 850 Sport Spider    | 8.213  |
| 4.   | Alberto Franquet    | Juan Manuel Blanco | SEAT 1430                | 8.556  |
| 5.   | Alfonso Marcos      | Ramón Vial         | Alpine-Renault A110      | 8.593  |
| 6.   | José Buixeda Nonell | Joan Lencina       | Simca 1000               | 8.613  |
| 7.   | Jacques Delestre    | Jean Paul Philip   | Alfa Romeo 2000          | 8.758  |
| 8.   | Jaime Falguera      | Vicenç Castan      | SEAT 1430                | 8.861  |
| 9.   | Monzonis            | Jordi Mercader     | SEAT 124 Sport Coupé     |        |
| 10.  | Javier Brugué Juliá | Raymond Blancafort | SEAT 1430                |        |